# Colette Thomas
Colette Thomas   (14è districte de París, 10 de febrer de 1929 - Antony, 31 de març de 2001) fou una nedadora francesa que va competir durant les dècades de 1940 i 1950.
El 1948 va prendre part en els Jocs Olímpics de Londres, on va disputar dues proves del programa de natació. Fou setena en els 4x100 metres lliures, mentre en els 400 metres lliures quedà eliminada en sèries. Quatre anys més tard, als Jocs de Hèlsinki, quedà eliminada en sèries en els 400 metres lliures. Idèntic resultat aconseguí als Jocs de Melbourne de 1956.
En el seu palmarès destaca una medalla de bronze al Campionat d'Europa de natació de 1950 i quatre campionats nacionals dels 400 metres lliures, el 1948, 1949, 1950 i 1952. En aquesta distància aconseguí nombrosos rècords nacionals.